# Casa de Plantagenet
La Casa de Plantagenet fue una dinastía que se originó en las tierras de Anjou y Normandía en Francia. La familia ocupó el trono inglés desde 1154 (con el ascenso de Enrique II al final de la anarquía) hasta 1485, cuando Ricardo III murió en batalla.
La dinastía tiene su origen en Francia, más precisamente en el condado de Anjou. En 1127, Godofredo V de Anjou se casó con Matilde, única hija del rey Enrique I de Inglaterra.

Armas de los Plantagenet entre 1340 y 1405.

En 1135, tras la muerte de Enrique I, Esteban de Blois, sobrino del rey, se hizo coronar rey de Inglaterra como Esteban I. Sin embargo, las luchas entre los partidarios de Esteban y los de Matilde llevaron a una guerra civil, conocida como Anarquía inglesa.
En 1151 el hijo de Matilde y Godofredo V de Anjou, Enrique, heredó el condado de Anjou tras la muerte de su padre, como Enrique I de Anjou.
En 1153 Esteban firmó el Tratado de Wallingford, por el que se ponía fin a la Anarquía inglesa y se designaba como sucesor al hijo de Matilde, el duque de Anjou Enrique I, que sería coronado como Enrique II de Inglaterra.
La dinastía Anjou comenzó a ser conocida como dinastía Plantagenet, debido a una característica de la vestimenta de Godofredo V de Anjou. Este personaje usaba como cimera una ramita de retama (o genista, o hiniesta), y en el francés antiguo (que se hablaba entonces en Inglaterra), "hiniesta" se decía "genest" (posteriormente y hoy, genêt). Esto le valió en su época el apodo de "Godofredo Plantagenest", luego "Plantagenet". Desde entonces, la Casa pasó a ser conocida como de los Plantagenet.
En 1399 Enrique de Lancaster obligó a su primo el rey Ricardo II a cederle la Corona. Comenzando así la Casa de Lancaster, rama de la Casa de Plantagenet.
En 1455 estalló la guerra de las Dos Rosas que enfrentó a dos ramas de la dinastía Plantagenet, la Casa de Lancaster (reinante) y la Casa de York. Finalmente, Eduardo de York se convirtió en rey. La Casa de York ostentó la Corona hasta la batalla de Bosworth (1485), en la que el rey Ricardo III es derrotado y muerto por el ejército de Enrique Tudor. Tras la batalla Enrique es coronado rey, acabando así la Casa de Plantagenet y naciendo la de Tudor.

## Terminología

### Plantagenet

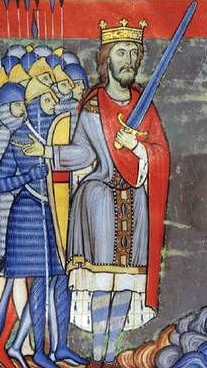
Enrique II (1154-1189) es considerado por algunos como el primer rey Plantagenet de Inglaterra y el primer angevino.

Ricardo de York, tercer duque de York, adoptó Plantagenet como su apellido en el siglo XV. "Plantegenest" (o "Plante Genest") había sido un apodo del siglo XII para su antepasado Godofredo, conde de Anjou y duque de Normandía. Una de las muchas teorías populares sugiere la flor de la escoba rubia, una planta con flores de color amarillo brillante ("dorado"), llamada genista en latín medieval, como la fuente del apodo.
No está claro por qué Ricardo eligió este nombre específico, aunque durante las guerras de las Rosas (1455-1487) enfatizó el estado de Ricardo como descendiente patrilineal de Godofredo. El uso retrospectivo del nombre para todos los descendientes de la línea masculina de Godofredo fue popular durante la posterior dinastía Tudor, tal vez alentado por la mayor legitimidad que le dio al bisnieto de Ricardo, Enrique VIII. Fue solo a fines del siglo XVII que pasó a ser de uso común entre los historiadores.

### Angevinos
Angevin es francés de Anjou. Los tres reyes angevinos del siglo XII fueron, el hijo de Godofredo de Anjou, Enrique II de Inglaterra, y los nietos Ricardo I y Juan de Inglaterra. Angevin también puede referirse al período de la historia en el que reinaron. Muchos historiadores identifican a los angevinos como una casa real inglesa distinta. Angevin también se usa en referencia a cualquier soberano o gobierno derivado de Anjou. Como sustantivo, se refiere a cualquier nativo de Anjou o a un gobernante angevino, y específicamente a otros condes y duques de Anjou, incluidos los antepasados de los tres reyes que formaron la casa real inglesa; sus primos, que tenían la corona de Jerusalén; ya miembros no emparentados de la familia real francesa a quienes más tarde se les concedieron los títulos y formaron diferentes dinastías, como la Casa Capetiana de Anjou y la Casa Valois de Anjou. En consecuencia, hay desacuerdo entre aquellos que consideran al hijo de Juan, Enrique III de Inglaterra, como el primer monarca Plantagenet, y aquellos que no distinguen entre Angevins y Plantagenet y por lo tanto consideran que el primer Plantagenet es Enrique II.
El término Imperio angevino fue acuñado por Kate Norgate en 1887. No se conocía ningún nombre colectivo contemporáneo para todos los territorios bajo el gobierno de los reyes angevinos de Inglaterra. Esto dio lugar a circunloquios como «nuestro reino y todo lo que esté sujeto a nuestro dominio, cualquiera que sea» o «todo el reino que había pertenecido a su padre». La parte del Imperio del Imperio angevino ha sido controvertida, especialmente porque estos territorios no estaban sujetos a leyes o sistemas de gobierno unificados, y cada uno conservaba sus propias leyes, tradiciones y relaciones feudales. En 1986, una convención de historiadores concluyó que no había habido un estado angevino y, por lo tanto, ningún Imperio angevino, pero que el término área de Plantagenet (en francés: espace Plantagenet) era aceptable. No obstante, los historiadores han seguido utilizando Imperio angevino.

## Reyes de Inglaterra

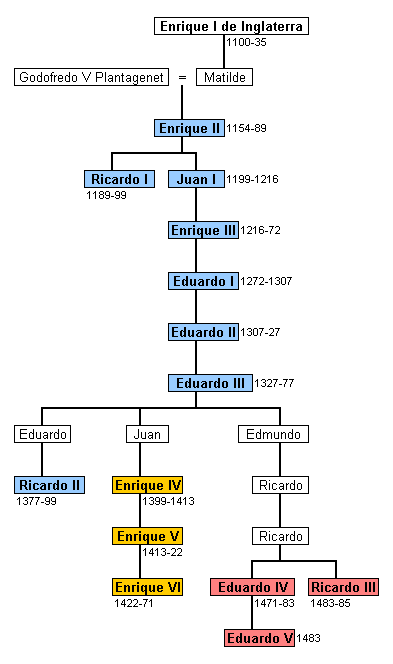
Árbol genealógico de los reyes de Inglaterra de la dinastía Plantagenet (en azul), incluyendo las ramas colaterales de los Lancaster (en amarillo) y los York (en rojo).

### Casa de Plantagenet (rama principal)
- Enrique II (1154-1189)
- Ricardo I (1189-1199)
- Juan I (1199-1216)
- Enrique III (1216-1272)
- Eduardo I (1272-1307)
- Eduardo II (1307-1327)
- Eduardo III (1327-1377)
- Ricardo II (1377-1399)

#### Casa de Lancaster (rama secundaria)
- Enrique IV (1399-1413)
- Enrique V (1413-1422)
- Enrique VI (1422-1461)

#### Casa de York (rama secundaria)
- Eduardo IV (1461-1483)
- Eduardo V (1483)
- Ricardo III (1483-1485)

## Genealogía
```
Godofredo 
Plantagenet
 (1113-1151), 
conde de Anjou

x 
Matilde de Inglaterra
 (1102-1167), 
reina de Inglaterra
, hija de 
Enrique I

│ y nieta de 
Guillermo el Conquistador

│
└─>
Enrique II Plantagenet
 (1133-1189), rey de Inglaterra
   x 
Leonor de Aquitania
 (1122-1204), duquesa de Aquitania
   │
   ├─>
Enrique el Joven
 (1155-1183)
   │
   ├─>
Ricardo Corazón de León
 (1157-1199), rey de Inglaterra
   │  x 
Berenguela de Navarra
 (apr. 1170-v. 1230)
   │
   ├─>
Leonor de Inglaterra
 (1160-1214)
   │  x 
Alfonso VIII
 (1155-1214), rey de 
Castilla

   │
   ├─>
Godofredo II de Inglaterra
 (1158-1186)
   │  x 
Constanza de Bretaña
 (v. 1161-1201)
   │  │
   │  └─>
Arturo I
 (1186-1203), duque de Bretaña
   │
   ├─>
Juana de Inglaterra
 (1165-1199)
   │  x 
Ramón VI de Tolosa
 (1156-1222), 
conde de Tolosa

   │
   └─>
Juan Sin Tierra
 (1166-1216), rey de Inglaterra
      x 
Isabel de Angulema
 (1186-1246)
      │
      ├─>
Enrique III
 (1207-1272), rey de Inglaterra
      │  x 
Leonor de Provenza
 (1223-1291)
      │  │
      │  ├─>
Eduardo I
 (1239-1307), rey de Inglaterra
      │  │  x 
Leonor de Castilla
 (1241-1290)
      │  │  │
      │  │  └─>
Eduardo II
 (1284-1327), rey de Inglaterra
      │  │     x 
Isabel de Francia
 (1292-1358), hija de 
Felipe 
el Hermoso

      │  │     │
      │  │     └─>
Eduardo III
, Señor de Windsor (1312-1377), rey de Inglaterra
      │  │        x 
Felipa de Henao
 (1311-1369)
      │  │        │
      │  │        └─>Eduardo, 
príncipe de Gales
, el 
Príncipe Negro
 (1330-1376)
      │  │           x 
Juana de Kent

      │  │           │
      │  │           └─>
Ricardo II
 (1367-1400), rey de Inglaterra
      │  │
      │  └─>
Edmundo de Lancaster
 (1245-1296)
      │
      ├─>
Ricardo de Cornualles
 (1209-1272), 
rey de Romanos

      │
      ├─>
Juana de Inglaterra
 (1210-1238)
      │   x 
Alejandro II
, rey de Escocia
      │
      └─>
Leonor de Inglaterra
 (1215-1275)
         x 
Simón V de Montfort
 (1209-1265), conde de Leicester
```

| Predecesor: Casa de Normandía | Casa vigente en el trono de Inglaterra 1154-1399 | Sucesor: Casa de Lancaster |